# 拉什鎮區 (密歇根州)
拉什鎮區（英語：Rush Township）是位於美國密歇根州夏厄沃西縣的一個行政鎮區。

## 地方資料
拉什鎮區的面積為91.30平方千米，當中陸地面積為90.90平方千米，而水域面積為0.40平方千米。根據2020年美國人口普查的數據，當地共有人口1268人，而人口密度為每平方千米13.89人。